# Кльё, Габриэль-Матьё де
Габриэль-Матье Франсуа де Кльё (фр. Gabriel-Mathieu de Clieu; 1687, район Дьеппа, Франция, — 29 ноября 1774, Париж) — морской офицер, губернатор Гваделупы с 1737 по 1752 годы и основатель г. Пуэнт-а-Питр.
Был удостоен звания кавалера ордена Святого Людовика. Известен своим рассказом о том, что он якобы положил начало кофейным плантациям на островах Карибского бассейна.

## История с кофе

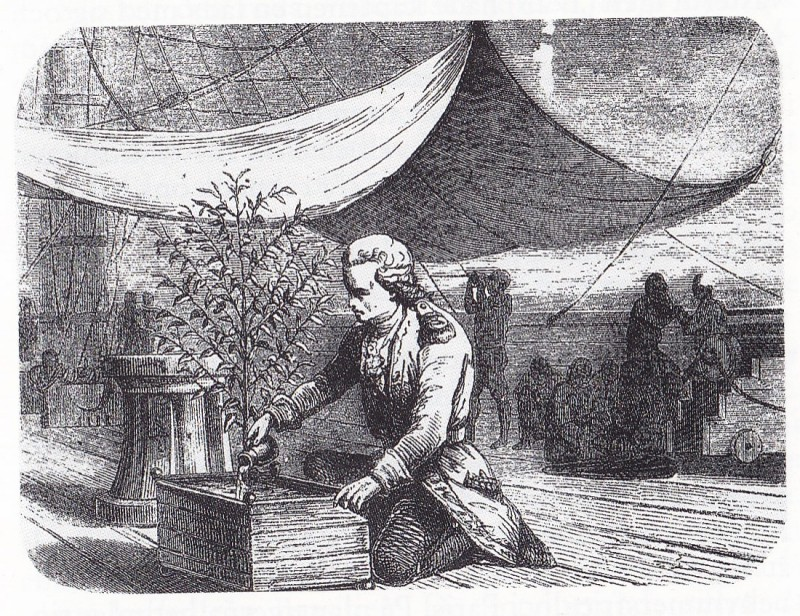
Де Кльё поливает саженец

Впервые история де Кльё была изложена в Литературном альманахе (Année littéraire) за 1774 год. Согласно рассказу самого де Кльё, он тайно добыл саженец и семена кофейного дерева из королевской оранжереи, где находились два дерева, полученные королем Франции Луи XIV в подарок из Голландии. В 1720 году де Кльё привез этот саженец на о. Мартиника, положив тем самым начало выращиванию кофе на Карибах. По рассказу де Кльё, во время плавания возникла нехватка воды и ему приходилось поливать растения из своего ограниченного пайка (на илл.). Эта история с тех пор кочует из одной книги в другую, однако известно, что кофе выращивался на о. Сан-Доминго с 1715 года и в голландской колонии Суринам с 1718 года. Возможно, что первые саженцы попали на Карибы именно оттуда.